# Schroeder (kommun)
Schroeder är en kommun i Brasilien.   Den ligger i delstaten Santa Catarina, i den södra delen av landet, 1 200 km söder om huvudstaden Brasília. Antalet invånare är 15 316.
Följande samhällen finns i Schroeder:
- Schroeder

I omgivningarna runt Schroeder växer i huvudsak städsegrön lövskog. Runt Schroeder är det ganska tätbefolkat, med 172 invånare per kvadratkilometer.